# Nemertesia rugosa
Nemertesia rugosa is een hydroïdpoliep uit de familie Plumulariidae. De poliep komt uit het geslacht Nemertesia. Nemertesia rugosa werd in 1900 voor het eerst wetenschappelijk beschreven door Nutting. 